# Altnau
Altnau är en ort och kommun i distriktet Kreuzlingen i kantonen Thurgau, Schweiz. Kommunen har 2 356 invånare (2023).